# Ignazio De Genova di Pettinengo
Ignazio De Genova di Pettinengo, italijanski general, * 28. februar 1813, † 2. november 1896.
Med 31. decembrom 1865 in 22. avgustom 1866 je bil minister za vojno Italije ter med 18. majem in 3. novembrom 1877 je bil poveljujoči general Korpusa karabinjerjev.